# Mogens Boertmann
Mogens Boertmann (født 8. august 1918 i København, død 9. november 2017 i København) var en dansk modernistisk arkitekt og byplanlægger.

## Uddannelse
Han var søn af ingeniør Poul Richard Boertmann og Anna Marie Simonsen, student fra Østre Borgerdydskole 1937 og blev uddannet arkitekt på Kunstakademiets Arkitektskole 1938-44. Han var i studietiden ansat hos Thomas Havning, Steen Eiler Rasmussen og Peter Bredsdorff.

## Virke
Boertmann var først byplanlægger under Bredsdorff på som medarbejder på Egnsplankontoret 1945-47, hvor han var med til at udforme Fingerplanen, og dernæst medarbejder hos Kay Fisker til 1948. Han var medlem af en byplanekspedition til Vestgrønland 1950-51 og ledende medarbejder hos Vilhelm Lauritzen 1952-58, hvor han stod for udarbejdelsen af program og skitseforslag til det nye terminalanlæg i Københavns Lufthavn. Allerede 1950 havde han dog etableret egen tegnestue sammen med Erik Christian Sørensen, og samarbejdet varede til 1953.
I 1959 blev Boertmann medindehaver af Vilhelm Lauritzens tegnestue sammen med Vilhelm Lauritzen, Jørgen Anker Heegaard og Helge H. Hoppe, hvilket han var til 1977, hvor han blev eneindehaver af tegnestuen. Det var han indtil 1987. Blandt hans mange opgaver bør de løbende udbygninger af Københavns Lufthavn fremhæves, ligesom hans 1. præmie i konkurrencen om TV-Byen i Gladsaxe blev et livslangt projekt. Det blev fulgt op af fire regionalradiohuse i Rønne, Odense, Vejle og Aalborg. Han modtog Aluminiumsprisen 1972 og Eckersberg Medaillen 1995. 
Boertmann modtog Akademiets stipendium 1946 og 1954, støtte fra Ny Carlsbergfondet 1949 og har besøgt Paris og Provence 1946, Rom, Italien og Grækenland 1949, Vestgrønland 1950, studeret lufthavne i Europa og USA i perioden 1953-80, tv-centre i Europa og USA 1959-84, var i Sovjetunionen 1964, Island 1973, Qatar 1974 og Kina 1987. 
Han har udstillet på Charlottenborg Forårsudstilling 1947-48 og 1950 og på Odense Rådhus 1984.

## Tillidshverv
Boertmann har været lærer på Kunstakademiets Arkitektskole på Palle Suensons afdeling 1946-54 og 1956-58, var medlem af Danske Arkitekters Landsforbunds konkurrenceudvalg 1962-73, Akademisk Arkitektforenings bestyrelse 1968-72, censor på Kunstakademiets Arkitektskole 1969-84, medlem af Det Særlige Kirkesyn for Vor Frue Kirke i København 1975-93, af bedømmelsesudvalget ved Kunstakademiets Arkitektskole 1976-1984, af Akademiets og Kunstnersamfundets jury 1987-93 og har været dommer i diverse arkitektkonkurrencer i Danmark og Qatar. 

## Privat
Boertmann blev gift første gang 12. december 1944 i København med arkitekt Ida Caline Naur (11. december 1923 sammesteds - 1. oktober 2000), datter af maleren Albert Emil August Schleppegrell Naur og Susanne Margrethe Strøyberg. Ægteskabet blev opløst, og han ægtede anden gang 24. juni 1959 i København lærer Anna Kathrine Krøyer Pedersen (født 31. januar 1923 sammesteds), datter af assistent, senere inspektør Carl Christian Krøyer Pedersen og Helene Kristiane Johanne Roed. 

## Værker
- Bolig for komponist Erik Fiehn, Helsingør (1943)
- Byplaner for fire kommuner i Nordsjælland (1947-52)
- Byplanforslag til Aasiaat, Manitsoq, Nuuk og Narsaq, Grønland (1950-51)
- Bolig for amtsinspektør Asger Hansen i Hillerød (1951)
- Apotek, Frederiksdalsvej 73, Virum (1952, sammen med Erik Christian Sørensen)
- Københavns Lufthavn, Kastrup:
  - Program og skitseforslag (1953-56, sammen med Vilhelm Lauritzen)
  - Terminalanlæg (1956-60, s.m. samme, Jørgen Anker Heegaard og Helge H. Hoppe)
  - Indenrigsgård (1965-67)
  - Ankomsthal og finger C (1968-72)
  - Tekniske bygningsanlæg samt hangar 4 og 5 (1972-1980)
  - Udvidelse af terminalanlæg (1982-84)
- Danmarks Radio TV-Byen, Gladsaxe: 1.-5. etape (1959-84, konkurrence 1959, 1. etape sammen med Vilhelm Lauritzen, Jørgen Anker Heegaard og Helge H. Hoppe)
- Program og skitseforslag til Keflavik Lufthavn (1973-75)
- Program og skitseforslag til ATP, Hillerød (1977-78); 2. etape (opført 1981-83)
- Regionalradiohuse for Danmarks Radio i Rønne, Odense (præmieret 1984), Vejle og Aalborg (1978-85)

### Konkurrencer
- Typehuse og bebyggelsesplan, Randers (1944, 3. præmie, sammen med Philip Arctander)
- Museum i Silkeborg (1946, sammen med Børge Kjær og Niels Jacob Rasmussen)
- Bebyggelsesplan i Borås, Sverige (1947, sammen med Børge Kjær, Poul Erik Skriver og ingeniør Anders Nyvig)
- Forslag til regulering af Søerne i København (1951, sammen med Erik Christian Sørensen og Børge Glahn)
- Tegel Lufthavn, Berlin (1962)
- Københavns Kommunehospital, Hvidovre (1963)
- Odense Universitetscenter (1967, sammen med Vilhelm Lauritzen)
- Foulum Landbrugscenter, Viborg (1978, sammen med Jan W. Hansen og Christian Holm)
- Regalskibet Wasa, Stockholm (1982, sammen med Jan W. Hansen og Christian Holm)
- Udvidelse af Gladsaxe Rådhus (1983)